# 古沢初美
古沢 初美（ふるさわ はつみ）は1985年（昭和60年）のミス・ユニバース日本代表である。

## 来歴・人物
大阪府豊中市出身。「20歳の記念に」憧れていたミス・ユニバース日本大会の近畿地区予選に出場して代表となったが、最初は母親が自分の名で応募したという。1985年3月29日、大阪市のザ・シンフォニーホールで開かれた大会で代表に選出された。当時は茨木市の梅花女子大学文学部英米文学科の二年生（すぐに三年生となった）であり、テニスと水泳、編み物が得意であった。高校二年の時にアメリカでホームステイをした経験があり、英会話にも不安は無かった。身長166センチメートル（cm）、体重53キログラム（kg）。歴代の日本代表と比べて小柄であり「運がよかったんです。私の取り柄は健康と笑顔」と語っているが、スリーサイズは92-60-90 cmと歴代屈指のプロポーションを有し、とりわけバストラインの美しさはボンドガールにもひけをとらないと評された。しかし古沢は堅実な考えの持ち主でもあり、将来は英語の教師になりたいと語っていた。
古沢は同年6月23日に大阪国際空港を発ち、アメリカ合衆国フロリダ州マイアミで開かれたミス・ユニバース1985世界大会に出場した。高い期待を集めた古沢だったが、7月15日（日本時間16日）の本選ではセミファイナルに選出されず、入賞とはならなかった。1986年（昭和61年）3月に日本代表の任期を終えた古沢は、芸能界など華やかな世界に入ることは無かった。古沢の後を継いで1986年の日本代表となった江崎普子は岐阜市の高校生だったが、4月には梅花女子大学に進学し、古沢と大学生活を共にすることになった。
なお、当時一部のメディアで古沢の92cmのバストを「歴代No.1」と伝えたものが存在するが、このサイズは1959年（昭和34年）に世界一となった児島明子（日本大会では97cm、世界大会で94cm）に及ばない。